# Liste der denkmalgeschützten Objekte in Navis (Tirol)
Die Liste der denkmalgeschützten Objekte in Navis enthält die 18 denkmalgeschützten, unbeweglichen Objekte der Gemeinde Navis.

## Denkmäler
| Foto |                 | Denkmal | Standort                                    | Beschreibung | Metadaten |
| ---- | --------------- | --- | ------------------------------------------- | --- | --- |
| ja   | Datei hochladen | Kath. Filialkirche hl. Katharina HERIS-ID: 95188 Objekt-ID: 110470 TKK: 19451                                            | Außerweg Standort KG: Navis                 | Der ehemaligen Burg Aufenstein 1477 angebaute Ortskirche von St. Kathrein. Schlichtes spätgotisches Langhaus mit beigestelltem Nordturm. Vor 1817 barockisiert, Außenfärbelung barock weiß mit gelben Faschen. | BDA-Hist.: Q37765810 Status: § 2a Stand der BDA-Liste: 2025-06-30 Name: Kath. Filialkirche hl. Katharina GstNr.: .11 Navis, Kath. Filialkirche hl. Katharina                                     |
| ja   | Datei hochladen | Ehem. Burgkapelle HERIS-ID: 95190 Objekt-ID: 110472 TKK: 52828, 121016                                                   | bei Außerweg 11 Standort KG: Navis          | Ehemalige Burgkapelle Aufenstein, eine abgekommene Burg, Stammsitz der tirolischen Ministerialen von Aufenstein. 1330 geweiht. zweigeschoßiges massiges Steingemäuer, heute als Nebenschiff der Katreinkirche. Stückweise erhaltene Fresken in der Ober- und Unterkapelle. | BDA-Hist.: Q16054779 Status: § 2a Stand der BDA-Liste: 2025-06-30 Name: Ehem. Burgkapelle GstNr.: .11 Navis, Kath. Filialkirche hl. Katharina                                                    |
| ja   | Datei hochladen | Bauernhaus, Mesnerhaus HERIS-ID: 95191 Objekt-ID: 110473 TKK: 52829                                                      | Außerweg 11 Standort KG: Navis              | Zum Mesnerhaus umgebauter Tiroler Hof, halbfirstiger Steinbau mit Seitentenne, ein- bis dreistöckig in Hanglage. | BDA-Hist.: Q37765825 Status: § 2a Stand der BDA-Liste: 2025-06-30 Name: Bauernhaus, Mesnerhaus GstNr.: .12 Navis, Mesnerhaus                                                                     |
| ja   | Datei hochladen | Moostaler-Kapelle, Friesner-Kapelle HERIS-ID: 95196 Objekt-ID: 110478 TKK: 52833                                         | neben Außerweg 52a Standort KG: Navis       | Die kleine einjochige Kapelle mit rundem Chorschluss, Walmdach und Dachreiter wurde um 1815 erbaut. Über dem Flachbogenportal befindet sich ein Wandbild mit dem Matreier Schmerzensmann. Der Innenraum weist ein Tonnengewölbe mit Stuckornamentik auf. | BDA-Hist.: Q37765853 Status: § 2a Stand der BDA-Liste: 2025-06-30 Name: Moostaler-Kapelle, Friesner-Kapelle GstNr.: 240/1 Navis, Moostaler-Kapelle                                               |
| ja   | Datei hochladen | Bauernhaus Kraler HERIS-ID: 11905 Objekt-ID: 8026 TKK: 52889                                                             | Außerweg 58a Standort KG: Navis             | Der aus dem 16. Jahrhundert stammende Bau der seit dem 13. Jahrhundert belegten Hofstelle wurde im 19. Jahrhundert umgebaut. Der längsgeteilte, zweigeschoßige Einhof ist in Mischbauweise errichtet. Das Erdgeschoß ist zur Gänze gemauert, das Obergeschoß in kombinierter Holzbauweise ausgeführt und im Wohnteil teilweise verputzt. Der ursprünglich freistehende Kornkasten wurde durch Verlängerung des Gebäudes in dieses integriert. An der Traufseite befinden sich ein dreiseitiger schindelgedeckter Erker und ein angebauter ehemaliger Backofen. Das Haus weist zahlreiche spätgotische Holzbaudetails sowie Architekturelemente aus dem 19. Jahrhundert auf.                                                                                          | BDA-Hist.: Q38116305 Status: Bescheid Stand der BDA-Liste: 2025-06-30 Name: Bauernhaus Kraler GstNr.: 135/2                                                                                      |
| ja   | Datei hochladen | Volksschule St. Kathrein HERIS-ID: 95230 Objekt-ID: 110512 TKK: 52846                                                    | Außerweg 66 Standort KG: Navis              | Das dreigeschoßig gemauerte Gebäude mit Satteldach und Bundwerkgiebeln an beiden Fassadenseiten wurde 1953 errichtet. An der südlichen Giebelfassade erfolgt der Eingang durch eine Rundbogenöffnung, dahinter befindet sich eine kleine Vorhalle. Ein zweiseitiger Obergeschoßerker an der südlichen Giebelfassade und ein über eine Fensterachse laufender Obergeschoßsöller an der östlichen Traufseite gliedern das Gebäude. An der freien Fläche unterhalb des Söllers befindet sich das Wandbild „Szenen aus Navis und Ausblick auf das Meer“ von Helmut Rehm aus der Bauzeit, im Stiegenhaus das Wandbild „Arche Noah“, inschriftlich von Josef Prantl aus dem Jahr 1953. Das ursprünglich als Volksschule errichtete Gebäude dient nunmehr als Kindergarten. | BDA-Hist.: Q37765897 Status: § 2a Stand der BDA-Liste: 2025-06-30 Name: Volksschule St. Kathrein GstNr.: .300 Navis, Kindergarten St. Kathrein                                                   |
| ja   | Datei hochladen | Bauernhaus Liesen HERIS-ID: 39993 Objekt-ID: 39861 TKK: 52918                                                            | Oberweg 10 Standort KG: Navis               | Der längsgeteilte Einhof stammt im Kern aus dem 16. Jahrhundert und wurde im 18. Jahrhundert umgebaut. Das ursprüngliche Doppelhaus wurde 1956 zu einem Hof vereint. Der mit Seitenflurgrundriss giebelseitig erschlossene Wohnteil sowie der Stall sind gemauert, die Tenne ist in Holzbauweise gezimmert. An beiden Seiten befinden sich geschnitzte Bundwerkgiebel. Die Fassaden des Wohnteils sind mit barocken Malereien aus dem 18. Jahrhundert geschmückt, Sie zeigen Architekturmalerei wie Eckpilaster, ein Ornamentband an der oberen Mauerkante, Tür- und Fensterrahmungen und eine Sonnenuhr sowie Darstellungen eines Schutzengels, der Immaculata, der Drei Könige und der Geburt Christi.                                                             | BDA-Hist.: Q37992032 Status: Bescheid Stand der BDA-Liste: 2025-06-30 Name: Bauernhaus Liesen GstNr.: .156, .157 Navis, Bauernhaus Liesen                                                        |
| ja   | Datei hochladen | Bauernhof Peer HERIS-ID: 39994 Objekt-ID: 39862 TKK: 52907                                                               | Oberweg 22 Standort KG: Navis               | Der längsgeteilte Einhof mit Seitenflurgrundriss stammt im Kern aus dem 16. Jahrhundert und wurde in der Barockzeit umgebaut. Wohnteil und Stall sind gemauert, die Tenne ist in Blockbauweise gezimmert. An beiden Seiten befinden sich reich geschnitzte Bundwerkgiebel mit Resten einer farbigen Fassung. Der Wohnteil ist mit einer nach altem Befund erneuerten Fassadenbemalung und Wandbildern der hll. Martin und Sebastian versehen. An der südlichen Traufseite befindet sich ein zweigeschoßiger, dreiseitiger Erker mit Schuppenpilastern und Zahnschnittfriesen. Im Inneren hat sich ein stichkappengewölbter Flur erhalten. | BDA-Hist.: Q37992044 Status: Bescheid Stand der BDA-Liste: 2025-06-30 Name: Bauernhof Peer GstNr.: 746 Navis, Bauernhaus Peer                                                                    |
| ja   | Datei hochladen | Bauernhaus Vögele HERIS-ID: 39995 Objekt-ID: 39863 TKK: 52909                                                            | Oberweg 33 Standort KG: Navis               | Die Hofstelle ist seit dem 15. Jahrhundert urkundlich belegt, der heutige längsgeteilte Einhof wurde 1719/1720 errichtet. Wohnteil und Stall sind gemauert, die Tenne ist in Blockbauweise gezimmert, an der östlichen Giebelfassade befindet sich die Tennenauffahrt. Die barocken Fassadenmalereien von 1719/1720 zeigen den hl. Christophorus, Fensterumrahmungen, ein Mariahilfmedaillon, den hl. Georg, eine Sonnenuhr, Eckquadrierung, Scheinfenster, eine Pflugszene und das Auge Gottes. Der Wohnteil ist über eine doppelläufige Steintreppe und ein Rundbogenportal an der Traufseite mit einem Mittelflurgrundriss erschlossen. | BDA-Hist.: Q37992056 Status: Bescheid Stand der BDA-Liste: 2025-06-30 Name: Bauernhaus Vögele GstNr.: 818/3 Navis, Bauernhaus Vögele                                                             |
| ja   | Datei hochladen | Stippler-Kapelle HERIS-ID: 39996 Objekt-ID: 39864 TKK: 52840                                                             | bei Oberweg 38 Standort KG: Navis           | Die einjochige gemauerte Kapelle mit eingezogenem, dreiseitigem Chorschluss, eingezogenem Vorbau an der Giebelfassade und quadratischem Giebelreiter mit Zwiebelbekrönung wurde um 1770 erbaut. Der Innenraum ist durch ein Platzlgewölbe, breite Eckpilaster und ein Stichkappengewölbe im Chorraum gegliedert. | BDA-Hist.: Q37992062 Status: Bescheid Stand der BDA-Liste: 2025-06-30 Name: Stippler-Kapelle GstNr.: .130 Navis, Stippler-Kapelle                                                                |
| ja   | Datei hochladen | Bauernhaus Keidler HERIS-ID: 11315 Objekt-ID: 7400 TKK: 52897                                                            | Unterweg 14 Standort KG: Navis              | Der zweigeschoßige, in Mischbauweise aufgeführte, längsgeteilte Einhof wurde un 1600 errichtet und um 1700 erweitert. An der Südwestecke befindet sich ein in Blockbauweise gezimmerter Kornkasten aus der zweiten Hälfte des 17. Jahrhunderts. Das Erdgeschoß ist gemauert mit glatter Putzfaschengliederung aus dem 19. Jahrhundert, das Obergeschoß als Kantholzblockbau gezimmert. Der Wohnteil mit talseitig aneinander gereihten Wohnräumen ist giebelseitig mit einem Seitenflurgrundriss erschlossen. Im Inneren haben sich eine Rauchküche mit Stichkappengewölbe und Schliefkamin sowie eine Stube mit Riemlingdecke und gemauertem Tonnenofen erhalten.                                                                                                   | BDA-Hist.: Q38096337 Status: Bescheid Stand der BDA-Liste: 2025-06-30 Name: Bauernhaus Keidler GstNr.: .83                                                                                       |
| ja   | Datei hochladen | Bauernhaus Möslhof HERIS-ID: 39997 Objekt-ID: 39865 TKK: 52905                                                           | Unterweg 36 Standort KG: Navis              | Der langgestreckte, zweigeschoßige Einhof stammt im Kern aus dem 16. Jahrhundert, wurde im 18. Jahrhundert barock umgestaltet und im 20. Jahrhundert erneuert. Der Wohnteil ist gemauert, der Wirtschaftsteil über einem gemauerten Erdgeschoß in Ständerbauweise aufgeführt. An beiden Seiten befinden sich reiche Bundwerkgiebel. Alle Maueröffnungen weisen tiefen Laibungen mit Hohlkehlen an den Stürzen auf. Die Fassaden sind mit barocken gemalten Fensterumrahmungen und Eckpilastern vom Ende des 18. Jahrhunderts und einem Marienbildnis an der südlichen Traufseite gestaltet. | BDA-Hist.: Q37992073 Status: Bescheid Stand der BDA-Liste: 2025-06-30 Name: Bauernhaus Möslhof GstNr.: 577/1 Navis, Bauernhaus Mösl                                                              |
| ja   | Datei hochladen | Altes Gemeindehaus HERIS-ID: 39998 Objekt-ID: 39866 TKK: 52844                                                           | Unterweg 39 Standort KG: Navis              | Das mit 1775 bezeichnete ehemalige Bauernhaus dient heute als Gemeindeamt. Das zweigeschoßige, gemauerte Gebäude mit vorkragendem Satteldach ist längsseitig in den Hang gebaut. Die Nord- und Westfassade ist mit dekorativer Rokoko-Architekturmalerei mit marmorierten Eckpilastern, Tür- und Fensterumrahmungen sowie Scheinfenstern geschmückt. An der Nordfassade befindet sich eine Kartusche mit Christusemblem über dem Rechteckportal. | BDA-Hist.: Q37992087 Status: Bescheid Stand der BDA-Liste: 2025-06-30 Name: Altes Gemeindehaus GstNr.: 608/2 Altes Gemeindehaus (Navis)                                                          |
| ja   | Datei hochladen | Ehem. Pfarrkirche hl. Christophorus mit Aufbahrungshalle und Friedhof HERIS-ID: 55986 Objekt-ID: 64922 TKK: 19453, 52825 | gegenüber Unterweg 44 Standort KG: Navis    | Die ehemalige Pfarrkirche wurde 1577 erstmals urkundlich erwähnt und 1756 nach Plänen von Franz de Paula Penz neu gebaut. Von dem barocken Bau ist nur mehr der Chor und der Turm sowie der Sakristeianbau im Norden erhalten. Er wurde um 1967 mit einer von Clemens Holzmeister entworfenen Vorhalle versehen und dient heute als Friedhofs- und Aufbahrungskapelle. | BDA-Hist.: Q38069262 Status: § 2a Stand der BDA-Liste: 2025-06-30 Name: Ehem. Pfarrkirche hl. Christophorus mit Aufbahrungshalle und Friedhof GstNr.: .99, 600 Hl. Christoph (Navis), old church |
| ja   | Datei hochladen | Widum HERIS-ID: 41672 Objekt-ID: 42222 TKK: 29163                                                                        | Unterweg 45 Standort KG: Navis              | Der Widum, der ursprünglich auch als Wirtshaus diente, wurde 1756 nach Plänen von Franz de Paula Penz erbaut. Die Fassaden sind mit Fresken in Art der Allgäuer Lüftlmalerei versehen, die neben dekorativen Architekturmotiven die allegorischen Darstellungen von Glaube, Hoffnung, Liebe und Gerechtigkeit zeigen und Matthäus Günther zugeschrieben werden. | BDA-Hist.: Q38002179 Status: § 2a Stand der BDA-Liste: 2025-06-30 Name: Widum GstNr.: .102 Widum Navis                                                                                           |
| ja   | Datei hochladen | Kriegerdenkmal HERIS-ID: 95192 Objekt-ID: 110474 TKK: 52830                                                              | Unterweg 45, in der Nähe Standort KG: Navis | Das Kriegerdenkmal, ein Nischenbildstock mit steilem, vorkragendem Satteldach, wurde 1934 errichtet. In der Spitzbogennische befindet sich ein Holzrelief von Hans Buchgschwenter von 1965, das Christus mit einem gefallenen Soldaten zeigt. | BDA-Hist.: Q37765838 Status: § 2a Stand der BDA-Liste: 2025-06-30 Name: Kriegerdenkmal GstNr.: 1223/2 Naviser Kriegerdenkmal                                                                     |
| ja   | Datei hochladen | Neue Pfarrkirche Navis HERIS-ID: 95185 Objekt-ID: 110467 TKK: 19452                                                      | neben Unterweg 45 Standort KG: Navis        | Die neue Pfarrkirche wurde von Clemens Holzmeister geplant und in den Jahren 1966/67 neben der alten Pfarrkirche erbaut. Das turmlose Bauwerk der Moderne hat einen achteckigen Grundriss mit vortretendem Haupteingang und niederen Sakristeianbauten an der Südseite, an der Ost- und Westseite je fünf lang gezogene Rechteckfenster. An der Außenwand befindet sich ein großes Christophorusfresko. Die geschnitzte Kreuzigungsgruppe an der Altarwand wurde 1912/13 von Josef Bachlechner dem Älteren geschaffen. | BDA-Hist.: Q37765799 Status: § 2a Stand der BDA-Liste: 2025-06-30 Name: Neue Pfarrkirche hl. Christoph GstNr.: .364 Hl. Christoph (Navis), new church                                            |
| ja   | Datei hochladen | Lourdeskapelle HERIS-ID: 95222 Objekt-ID: 110504 TKK: 52842                                                              | Standort KG: Navis                          | Die einfache, gemauerte Kapelle mit eingezogener Apsis und schindelgedecktem Satteldach im Wald südwestlich oberhalb der Pfarrkirche wurde Ende des 19. Jahrhunderts errichtet. Im kreuzgratgewölbten Inneren befindet sich eine Lourdesgrotte. | BDA-Hist.: Q37765878 Status: § 2a Stand der BDA-Liste: 2025-06-30 Name: Lourdeskapelle GstNr.: 1171/1                                                                                            |